# Asia's Next Top Model (prima edizione)
La prima edizione di Asia's Next Top Model è andata in onda dal 25 novembre 2012 al 17 febbraio 2013 e ha visto competere per il titolo di miglior modella asiatica quattordici concorrenti provenienti dall'intero continente; ha condotto la modella Nadya Hutagalung, che era anche giudice in studio insieme all'esperto di moda Daniel Boey, il fotografo Todd Anthony Tyler e la modella, esperta di passerella e portamento Joey Mead King.
La vincitrice è stata la ventiseienne thailandese Jessica Amornkuldilok, la quale ha portato a casa un contratto con la "Storm Model Management", il proprio volto in copertina della rivista "Harper's Bazaar", un premio di 100.000 dollari singaporiani, un viaggio di lavoro pagato della durata di tre mesi a Londra, un contratto come sponsor per la "Canon IXUS 2013" e un'automobile.
Tra le località che le ragazze hanno visitato vi sono Singapore e Batam, in Indonesia; le concorrenti avevano tra i 19 e i 27 anni.
Per partecipare al programma è stata anche condotta una ricerca molto ampia attraverso il web e, oltre i requisiti fisici, le aspiranti concorrenti non dovevano avere una carriera già ben avviata e dovevano parlare inglese in maniera molto fluente; inoltre è stato permesso l'accesso ai casting ad alcune ex-concorrenti di vari Next Top Model asiatici del passato (Nguyễn Thị Thùy Trang, vietnamita, è stata nel cast della seconda edizione di Vietnam's Next Top Model, classificandosi quarta).
Una critica mossa al programma riguarda proprio la scelta delle concorrenti: diverse infatti, sono le ragazze con tratti somatici, discendenza e parentela europee (compresa la vincitrice).

## Concorrenti
(L'età si riferisce al periodo della gara)
| Provenienza   | Concorrente               | Età | Città di provenienza             | Altezza | Posizione                    |
| ------------- | ------------------------- | --- | -------------------------------- | ------- | ---------------------------- |
| Singapore     | Tan Rong-ying, "Kyla"     | 23  | Singapore                        | 171 cm  | Eliminata nell'episodio 1    |
| Thailandia    | Monica Benjaratjarunun    | 19  | Chiang Mai                       | 170 cm  | Ritirata nell'episodio 2     |
| Cina          | Bei Si Liu                | 24  | Pudong, Shanghai                 | 176 cm  | Eliminata nell'episodio 3    |
| Corea del Sud | Choi Yun-ji, "Jee"        | 27  | Seul                             | 172 cm  | Eliminate nell'episodio 4    |
| Indonesia     | Filantropi Witoko         | 24  | Giacarta                         | 176 cm  | Eliminate nell'episodio 4    |
| Vietnam       | Nguyễn Thị Thùy Trang     | 26  | Đắk Lắk                          | 180 cm  | Eliminata nell'episodio 5    |
| India         | Rachel Erasmus            | 22  | Ajmer                            | 167 cm  | Eliminata nell'episodio 6    |
| Malaysia      | Th'ng Mei-ling, "Melissa" | 21  | Kuala Lumpur                     | 168 cm  | Eliminata nell'episodio 7    |
| Hong Kong     | Chan Rui-ying, "Helena"   | 23  | Distretto Meridionale, Hong Kong | 177 cm  | Eliminata nell'episodio 9    |
| Nepal         | Aastha Pokharel           | 20  | Kathmandu                        | 177 cm  | Eliminata nell'episodio 10   |
| Giappone      | Miki Wakabayashi, "Sofia" | 24  | Tokyo                            | 183 cm  | Eliminata nell'episodio 12   |
| Filippine     | Stephanie Retuya          | 23  | Bacolod (Negros Occidental)      | 176 cm  | Seconda e terza classificata |
| Taiwan        | Kate Ma                   | 22  | Taipei                           | 175 cm  | Seconda e terza classificata |
| Thailandia    | Jessica Amornkuldilok     | 26  | Bangkok                          | 177 cm  | Vincitrice                   |

### Cambio look
- Aastha: Taglio molto corto e asimmetrico
- Bei Si: Capelli tinti di nero e tagliati ad altezza spalle
- Filantropi: Taglio a bob con aggiunta di frangia
- Helena: Taglio in stile Victoria Beckham con aggiunta di colpi di sole
- Jee: Capelli tinti rosso fuoco
- Jessica: Taglio cortissimo
- Kate: Capelli tinti color biondo miele
- Melissa: Colpi di sole e aggiunta di frangia
- Trang: Taglio a bob
- Rachel: Capelli scuriti e tagliati cortissimi
- Sofia: Capelli tinti di nero corvino
- Stephanie: Capelli arricciati e volumizzati al massimo

### Ordine di eliminazione
| Order | Episodi    | Episodi    | Episodi    | Episodi    | Episodi   | Episodi   | Episodi   | Episodi   | Episodi   | Episodi   | Episodi   | Episodi   | Episodi |
| Order | 1          | 2          | 3          | 4          | 5         | 6         | 7         | 8         | 9         | 10        | 12        | 13        |         |
| ----- | ---------- | ---------- | ---------- | ---------- | --------- | --------- | --------- | --------- | --------- | --------- | --------- | --------- | ------- |
| 1     | Helena     | Aastha     | Stephanie  | Sofia      | Kate      | Sofia     | Jessica   | Jessica   | Jessica   | Kate      | Kate      | Jessica   |         |
| 2     | Stephanie  | Sofia      | Helena     | Aastha     | Aastha    | Jessica   | Stephanie | Kate      | Sofia     | Jessica   | Jessica   | Stephanie |         |
| 3     | Rachel     | Jessica    | Jee        | Kate       | Jessica   | Stephanie | Aastha    | Helena    | Kate      | Sofia     | Stephanie | Kate      |         |
| 4     | Trang      | Helena     | Sofia      | Melissa    | Helena    | Aastha    | Sofia     | Aastha    | Stephanie | Stephanie | Sofia     |           |         |
| 5     | Jessica    | Monica     | Rachel     | Stephanie  | Rachel    | Melissa   | Kate      | Sofia     | Aastha    | Aastha    |           |           |         |
| 6     | Aastha     | Trang      | Filantropi | Jessica    | Stephanie | Helena    | Helena    | Stephanie | Helena    |           |           |           |         |
| 7     | Kate       | Kate       | Melissa    | Rachel     | Sofia     | Kate      | Melissa   |           |           |           |           |           |         |
| 8     | Monica     | Rachel     | Jessica    | Helena     | Melissa   | Rachel    |           |           |           |           |           |           |         |
| 9     | Filantropi | Filantropi | Kate       | Trang      | Trang     |           |           |           |           |           |           |           |         |
| 10    | Sofia      | Bei Si     | Trang      | Filantropi |           |           |           |           |           |           |           |           |         |
| 11    | Bei Si     | Melissa    | Aastha     | Jee        |           |           |           |           |           |           |           |           |         |
| 12    | Jee        | Jee        | Bei Si     |            |           |           |           |           |           |           |           |           |         |
| 13    | Melissa    | Stephanie  |            |            |           |           |           |           |           |           |           |           |         |
| 14    | Kyla       |            |            |            |           |           |           |           |           |           |           |           |         |

     La concorrente è stata eliminata
     La concorrente ha lasciato la gara volontariamente
     La concorrente non era al momento in gara
     La concorrente è parte di una non eliminazione
     La concorrente ha vinto la competizione
- Nel 2º episodio, Monica decide di lasciare la gara per tornare a casa dal padre che ha avuto problemi di salute; durante il giudizio, Rachel ha un malore e viene portata in ospedale, non è quindi presente durante l'ordine di chiamata. Jee e Stephanie sono al ballottaggio per l'eliminazione, ma vengono entrambe salvate visto il posto vuoto lasciato da Monica.
- Nel 4º episodio, Filantropi e Jee sono al ballottaggio ed entrambe vengono eliminate.
- Nell'8º episodio, Sofia e Stephanie sono al ballottaggio, ma entrambe vengono salvate e passano al turno successivo.
- L'episodio 11 è il riassunto dei dieci precedenti
- Nell'episodio 13, Jessica viene decretata vincitrice; non vengono annunciate la seconda e terza classificata

### Servizi fotografici
- Episodio 1: Servizio fotografico con vestiti multicolor in atteggiamento estroso a Little India
- Episodio 2: Photoshoot in gruppi con abbigliamento Prada per "Harper's Bazaar"
- Episodio 3: Animali dello zodiaco cinese
- Episodio 4: Sexy boxers con Jason Godfrey
- Episodio 5: Donne francesi in Costa Azzurra
- Episodio 6: Spot e beautyshoots per "TRESemmé"
- Episodio 7: In simbiosi con la natura
- Episodio 8: Servizio fotografico in abiti rossi a Singapore
- Episodio 9: Servizio fotografico sott'acqua
- Episodio 10: Scatti in movimento in bianco e nero
- Episodio 12: Vestiti glamour sulle strade di Hong Kong
- Episodio 13: Pubblicità "Canon", Copertina rivista "Harper's Bazaar" e sfilata finale